# Бахрушин, Сергей Владимирович

Могила С. В. Бахрушина на Новодевичьем кладбище

Серге́й Влади́мирович Бахру́шин (26 сентября [8 октября] 1882, Москва — 8 марта 1950, там же) — русский и советский историк, член-корреспондент АН СССР (1939), академик АПН РСФСР (1945).
Профессор (1927), доктор исторических наук (1943). Профессор ИФЛИ (1934—1936), истфака МГУ (с 1935 г.), сотрудник Института истории АН (с 1936).
Лауреат Сталинской премии (1941). Заслуженный деятель науки Узбекской ССР (1943).

## Биография
Происходил из московской купеческой династии Бахрушиных. Его дядя А. А. Бахрушин — основатель театрального музея; отец и дед — последние владельцы подмосковного имения Ивановское. Начальное образование получил дома, затем учился в Императорском Лицее памяти цесаревича Николая, который окончил с золотой медалью. Учился на историко-филологическом факультете Московского университета (1900—1904). После окончания обучения был оставлен при университете для подготовки к профессорскому званию.
Учился в университете у М. М. Богословского, М. К. Любавского, Ю. В. Готье, А. И. Яковлева, П. Г. Виноградова, В. О. Ключевского.
С 1909 года занимал должность приват-доцента в Московском университете, а с 1927 года до конца жизни — профессора МГУ. Действительный чл. РАНИОН (1924).
В 1910—1912 годах был членом Комитета прогрессивной группы гласных в Московской городской думе; секретарь Комитета в 1913—1917 годах. В 1913—1916 годах был земским гласным от Москвы.
В числе учеников Бахрушина в Московском университете был А. Н. Колмогоров, зачитавший на одном из семинаров свой доклад о новгородском землевладении, в котором применил методы математической статистики. Бахрушин одобрил доклад, но на вопрос ученика, нельзя ли ему опубликовать свою работу, преподаватель ответил: «Ну что Вы, молодой человек! Вы же нашли пока только одно доказательство. Для историка этого мало. Нужно, по меньшей мере, пять доказательств». Не исключено, что именно в тот момент, испытав разочарование, Колмогоров решил углубиться в математику, где достаточно одного доказательства.
Как участник «монархического заговора» Бахрушин был сослан в Семипалатинск (1931—1933) вместе с историком С. Ф. Платоновым (в рамках Академического дела). В ссылке работал в библиотеке, преподавал в педагогическом и геологическом институтах Семипалатинска. В 1933 г. амнистирован и возвратился в Москву — на должность профессора Института красной профессуры.
Н. Ф. Демидова вспоминала: «Он шапочку такую носил не то академическую, не то просто тюбетейку, и он гордился, что татарского рода, подчёркивал это».
С 1936 года работал также в Институте истории АН СССР, с 1942 зав. сектором истории СССР до XIX в.
Был редактором и соавтором коллективных трудов «История Москвы» (т. 1—2, 1952, 1953), «Очерки истории СССР» (1953), участвовал в написании «Истории дипломатии» (Сталинская премия, 1941), учебников по истории СССР для высшей школы.

## Научные интересы
Круг научных интересов С. В. Бахрушина был чрезвычайно широк: от Киевской Руси до XIX в., от характеристик отдельных исторических личностей до широких полотен исторического развития России, от пропагандистских и популярных статей для массового читателя до фундаментальных академических исследований. Говоря о своих научных изысканиях, С. В. Бахрушин делил их тематику на четыре группы:
1. по истории Русского государства XV—XVII вв.
2. по истории Киевской Руси
3. по истории Сибири
4. прочие работы.

В 1920-е гг. Бахрушин активно интересовался марксизмом, как предполагают — считая эту парадигму плодотворной в научном плане.

## Основные работы
- Княжеское хозяйство XV и первой пол. XVI вв. // Сб. статей, посвящённых В. О. Ключевскому… М., 1909.
- Москва в 1812 году. — М.: Имп. о-во истории и древностей рос. при Моск. ун-те, 1913. — 40 с.
- Малолетние нищие и бродяги в Москве: (Исторический очерк). — М.: Гор. тип., 1913. — 51 с.
- Московский мятеж 1648 г. // Сб. статей в честь М. К. Любавского. П., 1917.
- Очерки по истории колонизации Сибири в XVI и XVII вв. М., 1927.
- Остяцкие и вогульские княжества в XVI—XVII веках. — Л.: Изд-во Ин-та народов Севера ЦИК СССР, 1935. — 91 с.
- Завоевание Сибири: Стеногр. лекции проф. С. В. Бахрушина, прочит. 4 марта 1938 г.: [На правах рукописи]: [Только для слушателей и препод.]. — М.: Ин-т усовершенствования педагогов и руководящих работников комсельхозшкол, 1938. — 16 с.
- Героическое прошлое славян. — М.: Воен. изд-во, 1941. — 14 с.
- Дмитрий Донской. — Ташкент: Изд-во УзФАН, 1942. — 40 с. — ([Великие русские полководцы] / Акад. наук СССР, Узбекистан. филиал, Ин-т языка, лит. и истории)
- Минин и Пожарский — Ташкент: Изд-во УзФАН, 1942. — 56 с. — ([Великие русские полководцы] / Акад. наук СССР, Узбекистан. филиал, Ин-т языка, лит. и истории)
- Разгром Ливонского ордена в Прибалтике. (XVI в.). — Ташкент: Госиздат УзССР, 1942. — 32 с.
- Иван Грозный. — М.: Гос. изд. полит. лит., 1945. — 100 с. (ранее — М.: Гос. изд. полит. лит., 1942. — 73 с.)
- Самодержавие Ивана lV. — М.: Воен. изд-во, 1946. — 80 с. — (В помощь преподавателю дивизионной школы партийного актива. История СССР).
- Москве 800 лет. [1147—1947] — М: Госполитиздат, 1947. — 48 с. (с Г. Д. Костомаровым)
- Старая Москва. —М.: изд-во и тип. Госкультпросветиздата, 1947. — 31 с.
- Научные труды. — М., 1952—1959. — Т. 1—4. (список трудов в 1-м томе).
- Беседа об исторической науке. Архивировано 21 декабря 2011 года. // Бахрушин С. В. Труды по источниковедению, историографии и истории эпохи феодализма (Научное наследие). — М.: Наука, 1987. — С. 80—86.
- Из воспоминаний // Проблемы социальной истории Европы: от античности до нового времени. Брянск, 1995.

## Награды и премии
- орден Трудового Красного Знамени (10 июня 1945)
- Сталинская премия I степени (10 апреля 1942) — за книгу «История дипломатии», т. I, опубликованную в 1941 году

## Память
В честь С. В. Бахрушина названа гора в Антарктиде (Земля Королевы Мод, 71°27′ ю.ш., 12°28′ в.д., гора открыта и нанесена на карту в 1961 году, название присвоено в 1966 году).